# 무라와리 공화국

무라와리 공화국의 기

무라와리 공화국(Murrawarri Republic)은 호주에 위치한 마이크로네이션으로, 수도는 바링이다. 2013년 오스트레일리아로부터 독립을 선언했다.

## 같이 보기
- 마이크로네이션 목록
- 미승인 국가 목록